# Ebony
Ebony is een maandelijks verschijnend tijdschrift in de Verenigde Staten, gericht op de Afro-Amerikaanse samenleving.
Het tijdschrift werd in 1945 in tijden van segregatie door de entrepreneur John H. Johnson in Chicago opgericht. Ebony streeft ernaar om het zelfbewustzijn van de Afro-Amerikanen te versterken middels positieve berichtgeving over Afro-Amerikaanse persoonlijkheden, interesses en kwesties. Ebony was de eerste publicatie waarin grote bedrijven advertenties plaatsten met zwarte modellen, specifiek bedoeld voor de zwarte bevolking. Ook gaf het tijdschrift aspirerende zwarte schrijvers de mogelijkheid te publiceren.
De oplage van Ebony steeg van 25.000 in 1945 naar 2 miljoen vijftig jaar later.